# موریسی، کبک
موریسی، کبک (به انگلیسی: Mauricie) یک منطقهٔ مسکونی در کانادا است که در استان کبک واقع شده‌است. موریسی  ۲۶۳٬۶۰۳ نفر جمعیت دارد.